# Katharina Thalbach

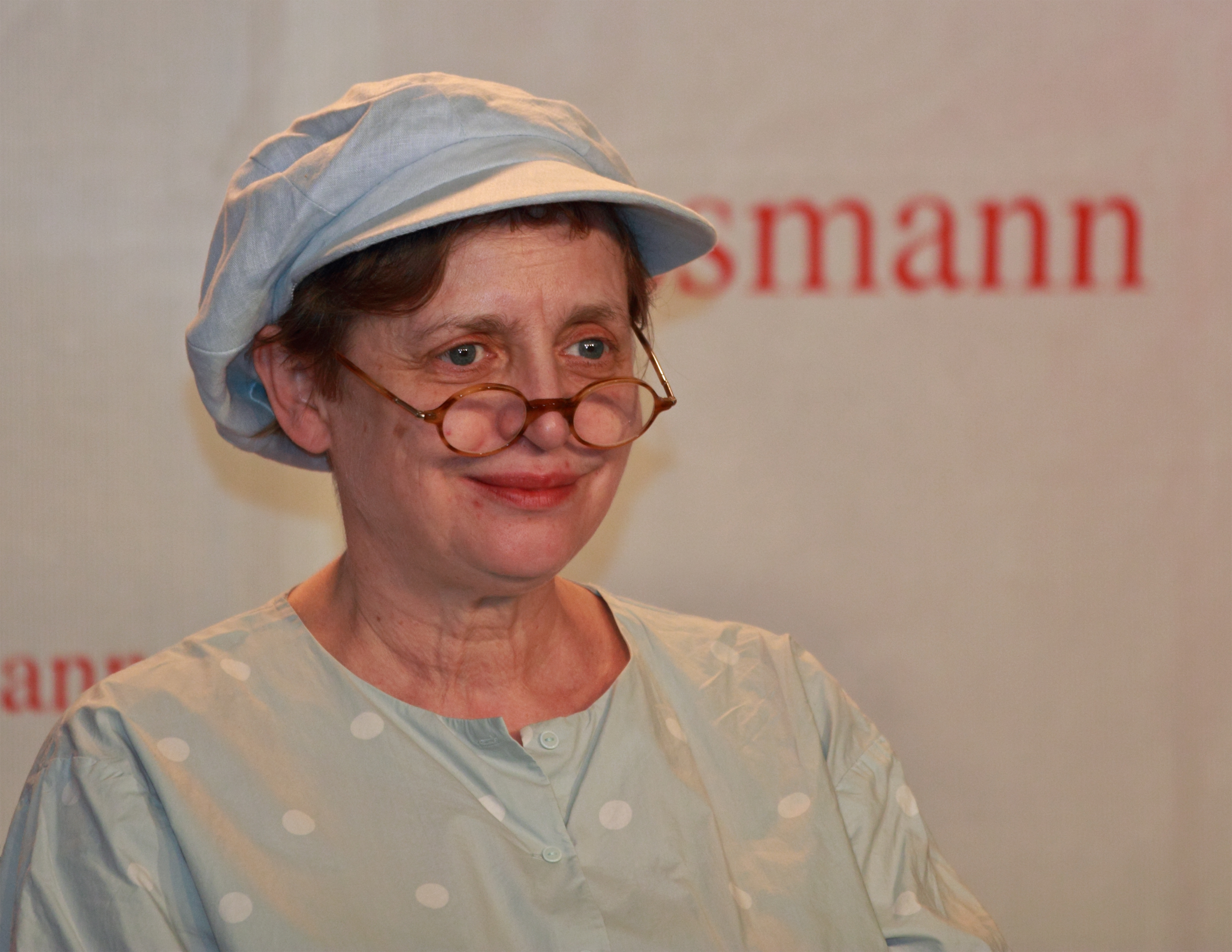
Katharina Thalbach

Katharina Thalbach, född 19 januari 1954 i Östberlin, Östtyskland, är en tysk skådespelare.
Katharina Thalbach kommer från en teaterfamilj, hennes far var regissören Benno Besson och hennes mor skådespelaren Sabine Thalbach. Hon började som femåring att agera på scen och medverka i filmer. Efter moderns död 1966 engagerade sig bland andra Helene Weigel om hennes skådespelarutbildning. Hon fick sin första framgångar vid Berliner Ensemble och Volksbühne i Östberlin.
1976 lämnade Thalbach Östberlin för Västberlin tillsammans med Thomas Brasch som en följd av hennes protest mot att DDR-regimen fråntog Wolf Biermann hans östtyska medborgarskap.
Hon var fram till återföreningen medlem av Staatliche Schauspielbühnen Berlin (Västberlin). Utöver teaterföreställningar och biograffilmer medverkade Thalbach i TV-filmer som Theodor Chindler (1979), Mosch (1980) och Väter und Söhne (1986). Året 1987 fick hon utmärkelsen Tyska filmpriset. Andra hedersbetygelser som hon mottog är Carl-Zuckmayer-Medaille (1997) och Verdienstorden des Landes Berlin (2007).
Efter 1990 spelade hon flera roller vid Schillertheater och vid Maksim Gorkij-teater (båda Berlin).

## Filmografi (urval)
- 1979 – Blecktrumman
- 1987 – Helsinki Napoli All Night Long
- 1990 – God afton, herr Wallenberg
- 1993 – Kaspar Hauser
- 1995 – Stille Nacht
- 2002 – Goebbels und Geduldig